# Pico Humboldt
De Pico Humboldt is een berg in de deelstaat Mérida in Venezuela en ligt in de bergketen Sierra Nevada de Mérida die onderdeel is van de Andes. De berg ligt samen met de zusterberg Pico Bonpland en de omliggende páramos in het Nationaal Park Sierra Nevada. De naam van de berg is gekozen ter ere van de bekende Duitse ontdekkingsreiziger en natuurvorser Alexander von Humboldt.
De berg is 4942 meter hoog boven zeeniveau en is daarmee de tweede hoogste berg van het land, na de Pico Bolívar.
In 1911 werd de berg voor het eerst beklommen door Alfredo Jahn die toen tegelijk ook de Pico Bonpland beklom.

## Gletsjer
De top was omgeven door de La Corona-gletsjer, in 2024 is de gletsjer gedegradeerd tot de categorie van ijsveld. Venezuela is daarmee het eerste land in de recente geschiedenis dat al zijn gletsjers zag wegsmelten.

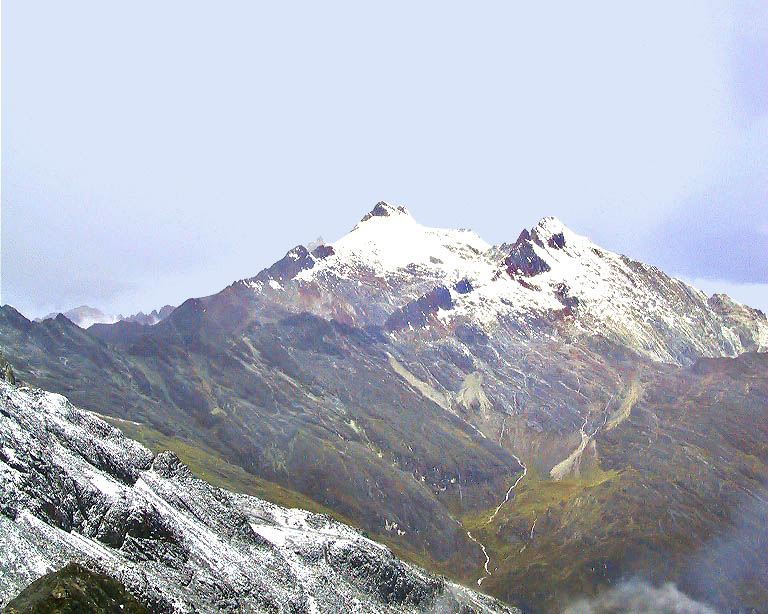
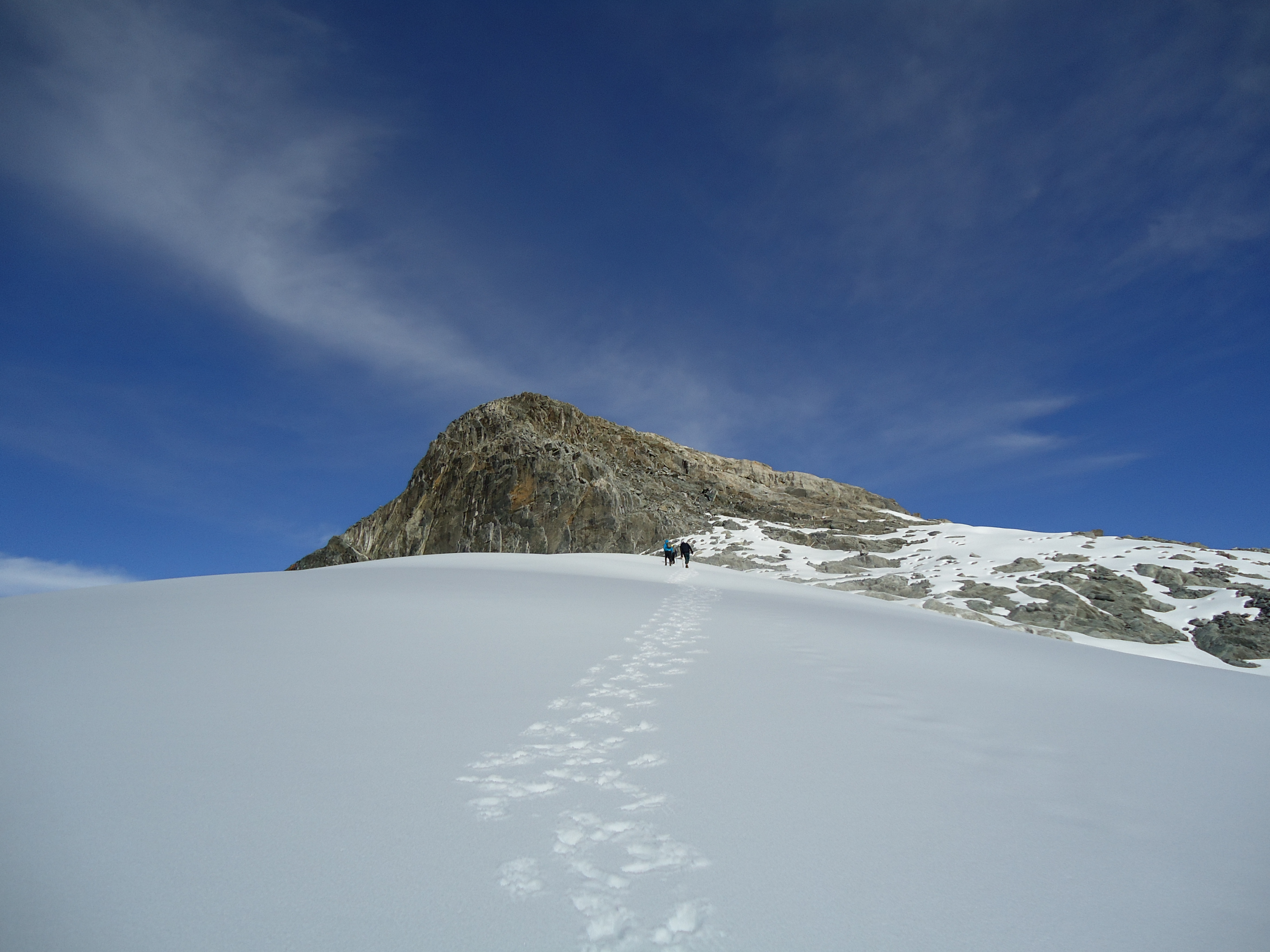
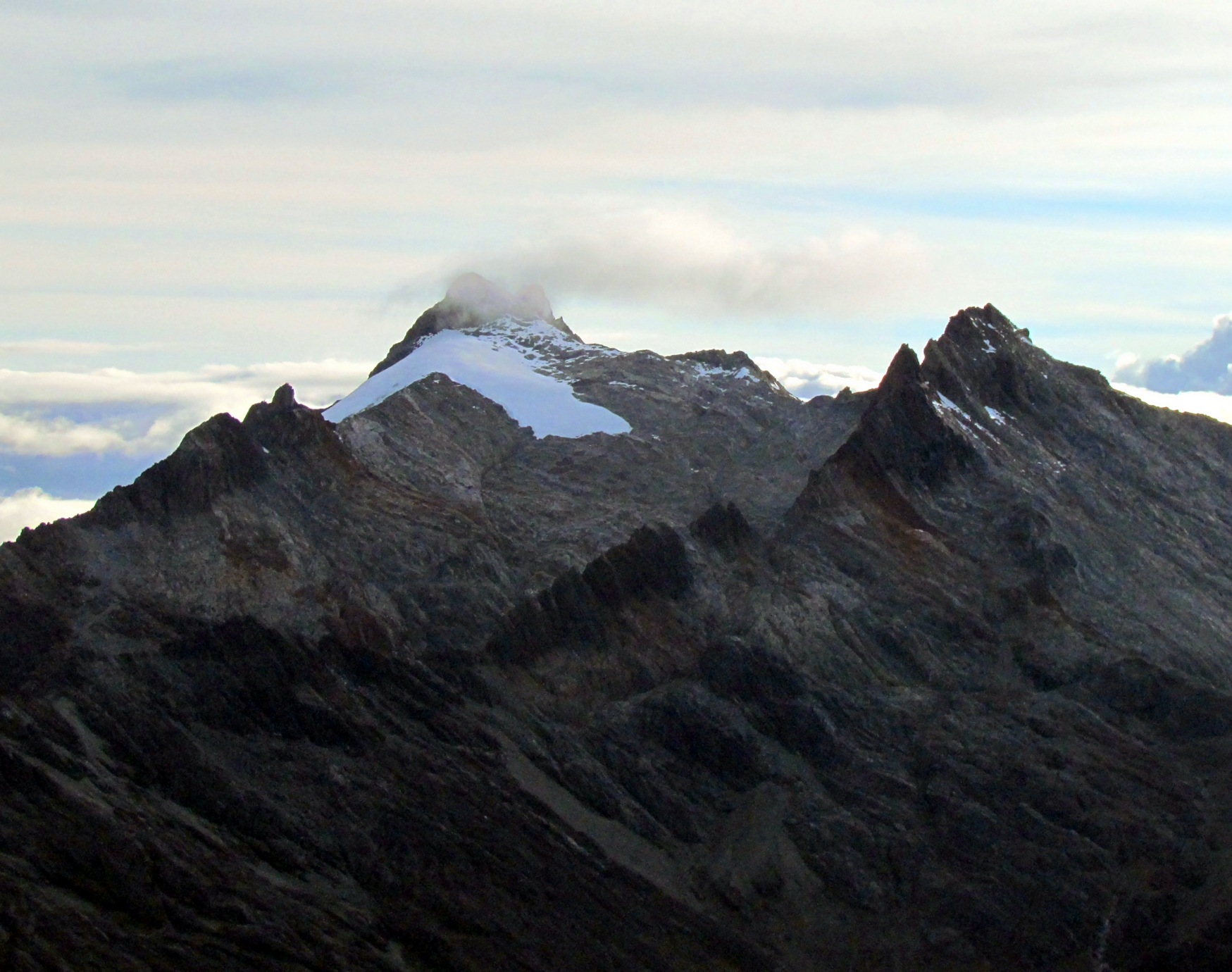

1. ↑  (en) Ramírez, Nerio, Melfo, Alejandra, Resler, Lynn M., Llambí, Luis D.  (1 januari 2020). The end of the eternal snows: Integrative mapping of 100 years of glacier retreat in the Venezuelan Andes. Arctic, Antarctic, and Alpine Research  52 (1): 563–581. ISSN:1523-0430. DOI:10.1080/15230430.2020.1822728.
2. ↑  NWS, VRT, Venezuela verliest als eerste land ter wereld alle "eeuwige sneeuw": laatste gletsjer is weggesmolten. vrtnws.be (8 mei 2024). Geraadpleegd op 21 mei 2024.